# Политические взгляды Адольфа Гитлера

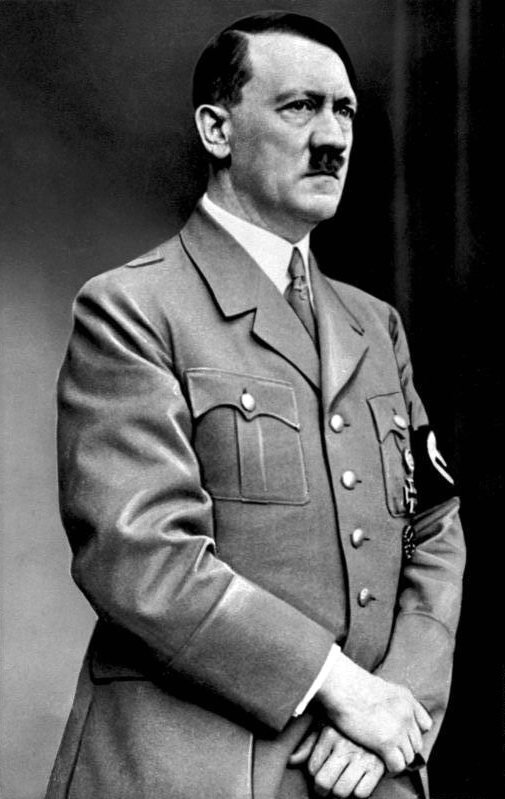
Адольф Гитлер. 1937

Политические взгляды Адольфа Гитлера, диктатора нацистской Германии, вызывают некоторые затруднения в среде историков и биографов. Его сочинения и методы часто подгоняли под определённые потребности или обстоятельства, хотя в них можно выделить некоторые устойчивые темы, такие как антисемитизм, антикоммунизм, антидемократизм, немецкое жизненное пространство, вера в превосходство «арийской расы». Он лично заявлял, что борется против «еврейского марксизма».
Политические взгляды Гитлера формировались в течение трёх периодов:
1. Годы его жизни в Вене и Мюнхене до Первой мировой войны. В этот период, будучи бедным молодым человеком, он из недоверия к этаблированным газетам и партиям обратился к националистическим памфлетам и брошюрам антисемитского содержания;
2. Последние месяцы Первой мировой войны, когда Германия подписала Версальский мирный договор. Это укрепило в нём ультранационализм и убеждение в том, что Германию предали;
3. 1920-е годы, когда началась его ранняя политическая карьера, и он написал книгу «Моя борьба».
С приходом национал-социалистов к власти Гитлер приступил к реализации идей, изложенных им в «Моей борьбе» и вошедших в программу НСДАП, что привело к внешнеполитической экспансии и Второй мировой войне, в ходе которой были совершены масштабные преступления против человечности, такие как систематическое уничтожение европейских евреев.

## До Первой мировой войны
Адольф Гитлер утверждал, что венский период в его жизни оказал сильнейшее влияние на его взгляды. В то время он испытал на себе воздействие расистской риторики. Популисты, такие как бургомистр Вены Карл Люгер, эксплуатировали распространённые в городе антисемитские настроения, обвиняя евреев во всех смертных грехах, и ради политической выгоды поддерживали немецкие националистические идеи. Гитлер читал местные газеты, пропагандирующие расистские предрассудки, а также брошюры, посвящённые философам и теоретикам, таким как Хьюстон Стюарт Чемберлен, Чарлз Дарвин, Фридрих Ницше, Гюстав Лебон и Артур Шопенгауэр.
В Вене у Гитлера сформировались антиславянские настроения. На него сильно повлияли идеи таких философов-нордистов, как Йорг Ланц фон Либенфельс и Хьюстон Стюарт Чемберлен, которые пропагандировали теорию арийской расы господ и отстаивали идеи расового превосходства нордических народов. Эти философы утверждали, что «арийцы» столкнулись с угрозами со стороны тех, кого они считали «низшими расами», например, евреев и славян. Они также выступали за «расовую чистоту», утверждая, что это необходимо для выживания северных народов в современном мире. Гитлер также находился под влиянием австрийского политика Георга Риттера фон Шёнерера, радикального пангерманиста, который выступал за включение Австрии в состав Германской империи и резко осуждал еврейские и славянские меньшинства, проживавшие в Австро-Венгерской империи.
Тогда же Гитлер стал яростным противником идей социал-демократии. Поначалу он положительно относился к социал-демократической партии, рассматривая её как политическую силу, способную привести к падению династию Габсбургов, которую он считал прославянским и антигерманским режимом. В конце концов он выступил против социал-демократов за их политику принятия славян в свои ряды. Впоследствии он так описал своё отношение к социал-демократии в «Моей борьбе»:
Сопоставляя теоретическую лживость и нелепость учения социал-демократии с фактами живой действительности, я постепенно получал всё более ясную картину её подлинных стремлений. В такие минуты мною овладевали не только тяжёлые предчувствия, но и сознание грозящей с этой стороны громадной опасности, я видел ясно, что это учение, сотканное из эгоизма и ненависти, с математической точностью может одержать победу и тем самым привести человечество к неслыханному краху.
Происхождение и развитие гитлеровского антисемитизма остаётся предметом дискуссий. Его друг Август Кубицек утверждал, что Гитлер стал «убеждённым антисемитом» ещё до того, как покинул Линц. Однако австрийский историк Бригитта Хаманн посчитала заявление Кубицека «проблематичным». Хотя в своём автобиографическом манифесте «Моя борьба» Гитлер утверждал, что в Вене он стал «фанатиком антисемитизма», Райнхольд Ханиш, помогавший ему продавать там его картины, отрицал это. В то время Гитлер имел деловые отношения с евреями. По словам Ричарда Дж. Эванса, «историки теперь в целом согласны с тем, что его пресловутый убийственный антисемитизм возник уже после поражения Германии [в Первой мировой войне] как продукт параноидального объяснения катастрофы „ударом в спину“».

## Агитатор рейхсвера

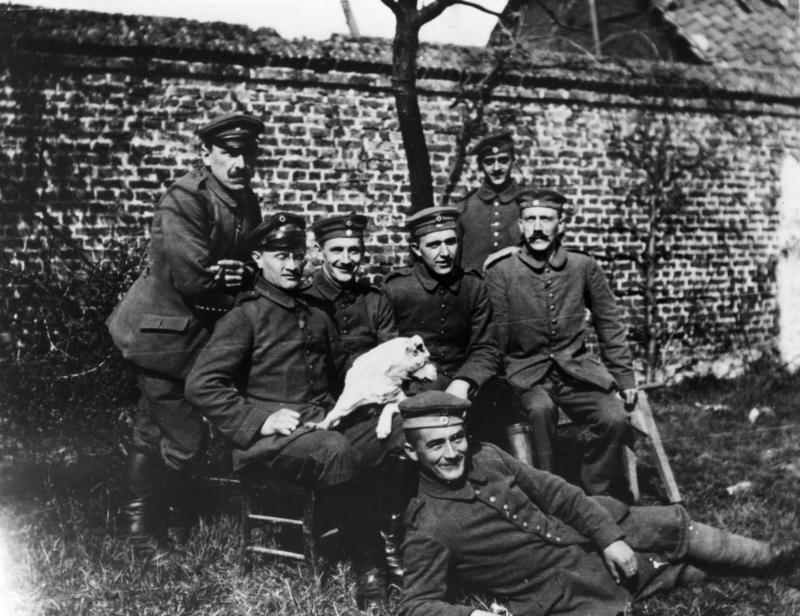
Гитлер (крайний справа) с сослуживцами. 1914

В конце Первой мировой войны, в октябре 1918 года, Гитлер стал жертвой газовой атаки. Временно потеряв зрение, он был направлен в резервный госпиталь в Пазевальке. 10 ноября он узнал там о поражении Германии и о перемирии, которое должно было наступить на следующий день. По его собственным словам, это известие привело к вторичной потере зрения. Поражение в войне Гитлер расценил как предательство и «удар ножом в спину» победоносной германской армии. Именно тогда он принял решение заняться политикой.
Выписавшись из госпиталя, 21 ноября 1918 года Гитлер вернулся в Мюнхен, где тогда происходил социалистический переворот. Он был направлен в 7-ю роту 1-го запасного батальона 2-го пехотного полка. В декабре его перевели в лагерь для военнопленных в Траунштайне в качестве охранника. Там он оставался до роспуска лагеря в январе 1919 года.
Вернувшись в Мюнхен, Гитлер провел несколько месяцев в казарме в ожидании перевода. В то время Мюнхен входил в Народное государство Бавария, которое находилось в состоянии хаоса. В результате из Берлина в Мюнхен были направлены военные, которых коммунисты называли «Белой гвардией капитализма». 15 апреля 1919 года 19 голосами Гитлер был избран в совет своего батальона. В это время он призывал сослуживцев держаться подальше от боевых действий и не присоединяться ни к одной из сторон. 6 мая 1919 года Баварская советская республика была разгромлена. Через несколько дней Гитлер стал членом следственной комиссии, выяснявшей, кто из его полковых товарищей поддержал революцию. Среди прочего он обвинил в подстрекательстве солдат Георга Дюфтера и Якоба Зейха, которые до этого получили в своих ротах на выборах значительно больше голосов, чем Гитлер в своей. За антикоммунистические взгляды ему удалось избежать увольнения при расформировании его подразделения в мае 1919 года.
В начале июня 1919 года начальник разведывательного отдела 4-й группы войск рейхсвера капитан Карл Майр завербовал Гитлера в качестве агента под прикрытием. С 10 по 19 июля Гитлер посещал курсы «национального мышления», организованные в лагере рейхсвера Лехфельд под Аугсбургом. Он настолько впечатлил Майра, что тот назначил его инструктором антибольшевистской «учебной команды». Курсы, которые он преподавал, служили распространению идеи о некоем «козле отпущения», ответственном за начало войны и поражение Германии. Собственная горечь Гитлера по этому поводу сильно повлияла на его взгляды. Как и другие немецкие националисты, он верил в легенду об ударе ножом в спину, согласно которой немецкая армия, «непобежденная на поле боя», была предана в тылу «безродными» штатскими руководителями и марксистами, позже прозванными «ноябрьскими преступниками». «Международное еврейство» описывалось как бедствие, состоящее из коммунистов, безжалостно уничтожающих Германию. Подобные поиски «козлов отпущения» были важны для политической карьеры Гитлера, и похоже, он искренне верил, что именно они несут главную ответственность за послевоенные проблемы Германии.
В июле 1919 года Гитлер был назначен агентом разведывательной группы как для оказания влияния на других солдат, так и для внедрения в Немецкую рабочую партию (DAP). Подобно политическим активистам из DAP, он винил евреев в поражении Германии внутри страны и за рубежом, поддерживая народно-националистические идеи с намерением возродить величие Германии, упразднив Версальский договор. В этом духе Гитлер провозгласил, что «немецкое иго должно быть сломлено немецким железом».

## Немецкая рабочая партия

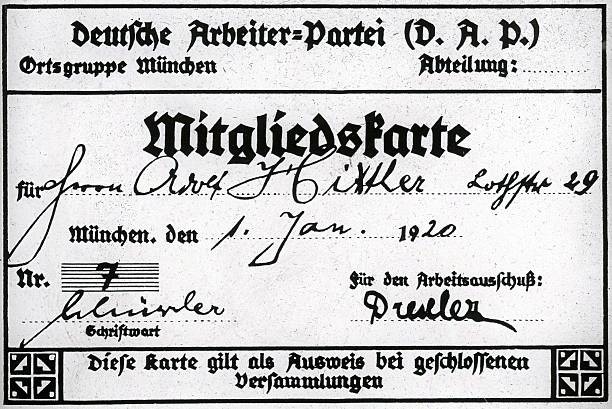
Членская карточка Гитлера в Немецкой рабочей партии

В сентябре 1919 года капитан Майр поручил Гитлеру написать «экспертное заключение об антисемитизме» для участника пропагандистских курсов Адольфа Гемлиха. В этом заключении, которое является его первым текстом антисемитского содержания, Гитлер подчеркнул, что иудаизм — это раса, а не религия. «Для еврея религия, социализм, демократия […] являются лишь средствами для достижения цели, удовлетворения жажды денег и власти. Его деяния оборачиваются по своим последствиям расовым туберкулёзом народов». Поэтому «антисемитизм разума» должен систематически и законно побороть и ликвидировать еврейские привилегии. «Его конечной целью должно быть полное устранение евреев. То и другое способно совершить только правительство национальной силы».
Изучая деятельность Немецкой рабочей партии (DAP), Гитлер был впечатлён антисемитскими, националистическими, антикапиталистическими и антимарксистскими идеями основателя Антона Дрекслера. Дрекслер в свою очередь был впечатлён ораторскими способностями Гитлера и 12 сентября 1919 года предложил ему вступить в DAP. По приказу начальства Гитлер подал заявление о вступлении в партию и через неделю был принят 555-м членом партии (партия начала подсчитывать количество членов с 500, чтобы создать впечатление более многочисленной организации). В «Моей борьбе» Гитлер утверждал, что был седьмым членом партии. Это один из многих мифов, созданных, как пишет биограф Ян Кершоу, «чтобы служить легенде о фюрере».
31 марта 1920 года Гитлер был уволен из армии и начал работать на партию. Продемонстрировав свои ораторские способности и пропагандистские навыки, в начале 1920 года при поддержке Дрекслера он стал отвечать за пропаганду. Когда 24 февраля 1920 года первые члены партии обнародовали свою программу из 25 пунктов (написанную Гитлером, Антоном Дрекслером, Готфридом Федером и Дитрихом Эккартом), именно Гитлер сформулировал первый пункт: «Мы требуем объединения всех немцев в Великую Германию на основе права народов на самоопределение». К весне 1920 года он добился смены названия на Национал-социалистическую немецкую рабочую партию. Под его влиянием наряду с римским приветствием итальянских фашистов партия приняла модифицированную свастику, хорошо известный талисман, который ранее использовался в Германии как знак народности и «арийства». В то время нацистская партия была одной из многих небольших экстремистских группировок в Мюнхене, но язвительные речи Гитлера в пивных залах начали привлекать постоянную аудиторию. Он научился использовать популистские темы, в том числе про «козлов отпущения», которых обвиняли в экономических проблемах его слушателей. Он приобрёл известность своими громкими полемическими выступлениями против Версальского договора, конкурирующих политиков и особенно против марксистов и евреев. Во время публичных выступлений Гитлер использовал свою харизму и понимание психологии толпы.
В июне 1921 года во время поездки Гитлера и Эккарта в Берлин в нацистской партии в Мюнхене вспыхнул мятеж. Члены исполнительного комитета решили объединиться с конкурирующей Немецкой социалистической партией (DSP). Вернувшись 11 июля в Мюнхен, Гитлер в гневе подал в отставку. Члены комитета понимали, что отставка их лидера будет означать конец партии. Гитлер объявил, что вернётся в партию при условии, что он заменит Дрекслера в качестве председателя и что штаб-квартира партии останется в Мюнхене. Им пришлось принять требование Гитлера, и 29 июля 1921 года специальный съезд официально утвердил Гитлера новым председателем (за него проголосовали 543 члена, и только один был против).
Гитлер насаждал «принцип фюрерства», который основывался на абсолютном повиновении всех подчинённых начальству. Партийную, а затем и государственную структуру он рассматривал как пирамиду, на вершине которой находился он сам — непогрешимый лидер. Ранг в партии не определялся выборами — на должности назначались лица более высокого ранга, которые требовали беспрекословного подчинения воле лидера.

## «Моя борьба»

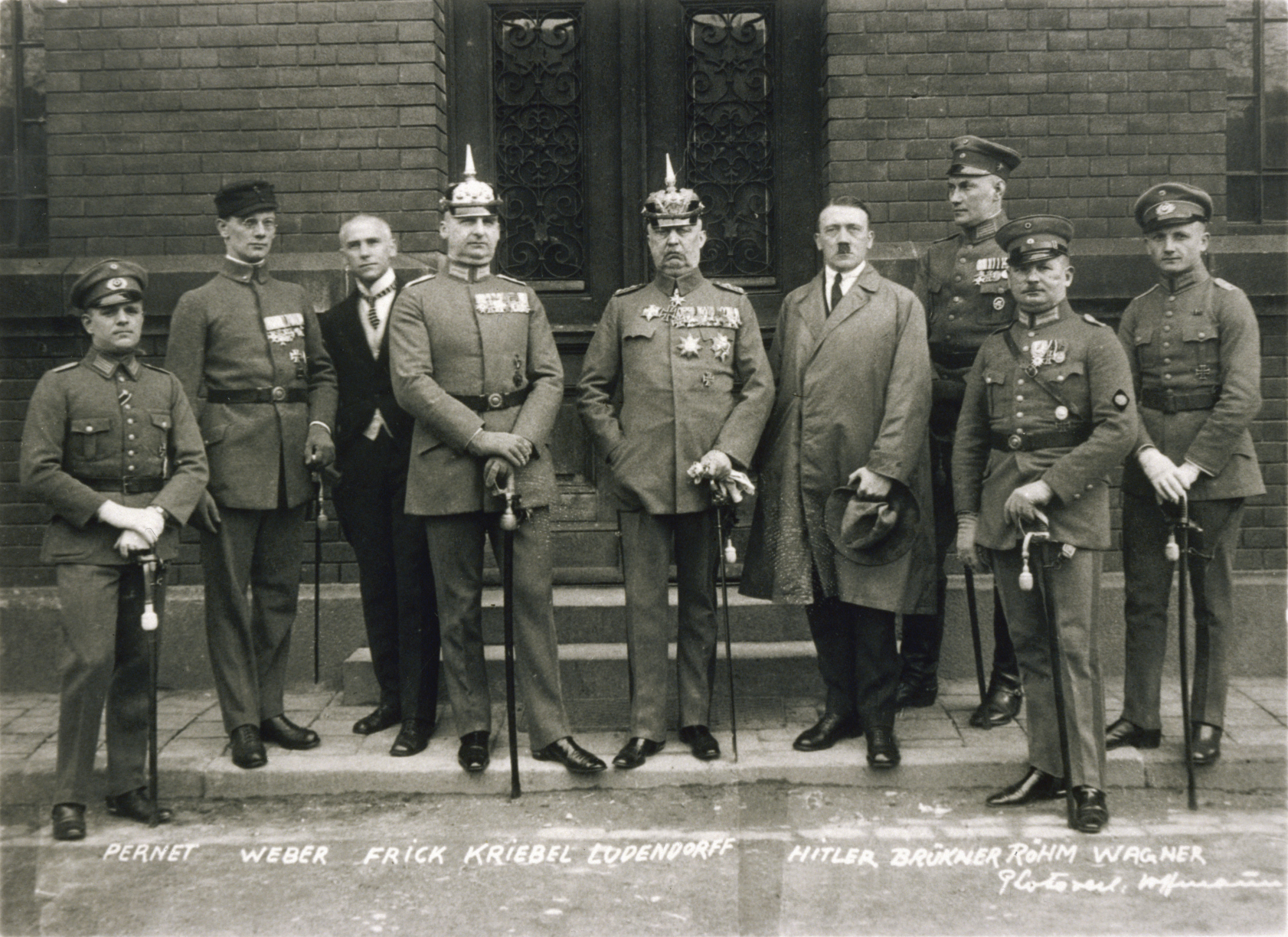
Участники пивного путча у дверей суда. Мюнхен, 1 апреля 1924

В феврале 1924 года в Мюнхене Гитлер предстал перед народным судом по обвинению в государственной измене за организацию пивного путча. Он использовал процесс как возможность распространить своё послание по всей Германии. Во время судебного заседания Гитлер обсуждал политическое лидерство и заявил, что руководство людьми — не вопрос политической науки (Staatswissenschaft), а врождённой государственной мудрости (Staatskunst). Он заявил, что из десяти тысяч политиков внимания достоин лишь Бисмарк, тонко намекая, что он тоже родился с этим даром. Далее он подчеркнул, что не Карл Маркс взволновал массы и зажёг огонь русской революции, а Владимир Ленин, который обращался не к разуму людей, а к их чувствам.
Речи Гитлера в суде прославили его, но не оправдали. В апреле 1924 года он был приговорён к пяти годам тюремного заключения. В Ландсбергской тюрьме он пользовался льготами со стороны сочувствующих ему охранников и получал огромное количество писем от поклонников, включая денежные средства и другие формы помощи. В 1923—1924 годах Гитлер написал первый том своего автобиографического памфлета «Моя борьба».
В этой книге он подробно рассказывает о своей юности, первых днях своего пребывания в нацистской партии и общих политических взглядах, включая преобразование немецкого общества в общество, основанное на расе. В книге отчетливо прослеживается готовность совершить геноцид. Книга стала своего рода справочником, дающим представление о мировоззрении, от которого Гитлер не отклонялся на протяжении всей своей жизни.

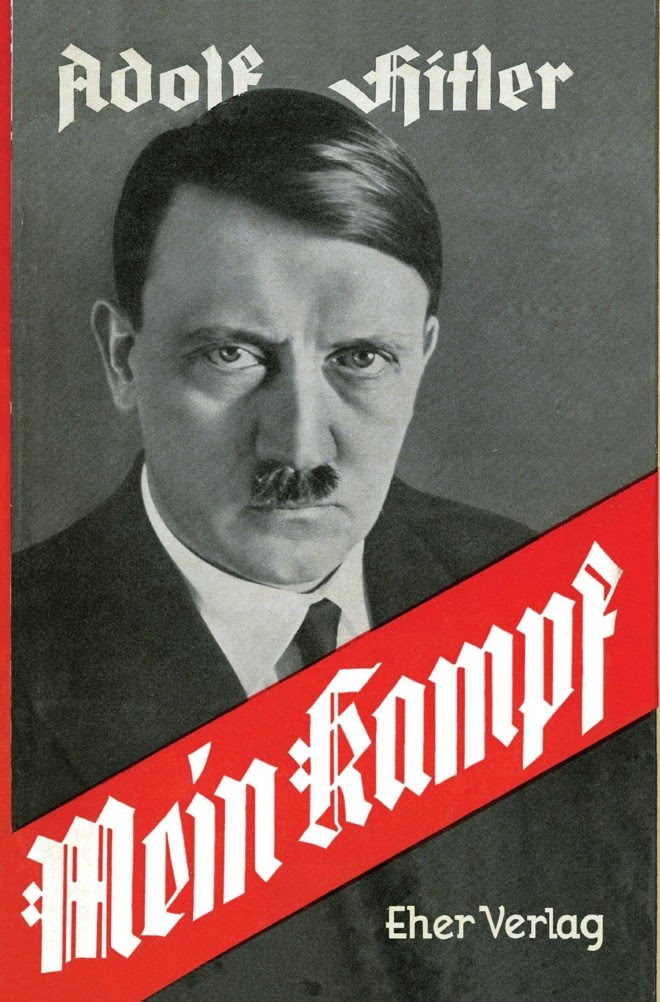
Книга Адольфа Гитлера «Моя борьба»

В «Моей борьбе» он заявляет, что в детстве мало интересовался политикой, поскольку стремился стать художником. Как и другие молодые австрийцы, он был увлечён идеей пангерманизма. Гитлер изображает себя прирождённым лидером. В 12 лет он уже стал националистом и «научился изучать и понимать историю».
В 16 лет бросив учёбу, Гитлер посвятил себя занятию живописью, которое привело его в Вену. Позже он заявлял, что именно в Вене усвоил несколько тяжёлых уроков и понял, что жизнь — это решающая борьба между слабыми и сильными, где моральные принципы не имеют значения, и всё сводится к «победам и поражениям».
Пока Гитлер писал «Мою борьбу», его регулярно посещал ветеран Первой мировой войны, генерал-майор доктор Карл Хаусхофер, который заведовал кафедрой военной науки и географии Мюнхенского университета. Эти встречи состояли из лекций и обмена мнениями по геополитике, которые, возможно, касались и идеи «жизненного пространства» и повлияли на взгляды Гитлера, изложенные в книге. Хаусхофер придерживался теории, согласно которой Германия потерпела поражение в войне из-за отсутствия достаточного пространства и автаркии. Континентальное пространство и необходимость обильных пахотных земель сформировали важное различие между тем, как Британская империя расширила своё влияние за счёт морской мощи и экономики, и тем, как Гитлер намеревался добиться господства посредством территориальной экспансии за счёт покоренных народов. Под влиянием идей Хаусхофера Гитлер считал, что Германия имеет право захватить пахотные земли в России, так как земля принадлежит тем людям, которые готовы обрабатывать ее «старательно». Описывая русских в самых резких выражениях и давая понять, что немецкий народ более заслуживает их землю в силу своего якобы превосходного интеллекта, Гитлер писал: «Преступно просить умный народ ограничивать своих детей, чтобы потом ленивые и глупые люди буквально осквернили собой гигантскую поверхность земли». Предвещая эту цель национал-социалистов, Гитлер отмечал: 

Мы должны освободиться от всяких «традиций» и предрассудков, должны найти в себе мужество объединить весь наш народ и двинуться по той дороге, которая освободит нас от нынешней тесноты, даст нам новые земли и тем самым избавит наш народ от опасности либо вовсе погибнуть, либо попасть в рабство к другим народам.
 В этом смысле социальный дарвинизм и география сливались в сознании Гитлера.
В своём манифесте Гитлер классифицировал людей по их физическим характеристикам, утверждая, что немцы или нордические арийцы находятся на вершине иерархии, а низшие ступени отводил евреям и цыганам. Он утверждал, что доминируемые люди извлекают выгоду из обучения у «высших арийцев», и писал, что евреи сговорились помешать этой «расе господ» законно править миром, разбавляя её расовую и культурную чистоту и призывая арийцев верить в равенство, а не в превосходство и неполноценность. Он описывает борьбу за мировое господство, продолжающуюся расовую, культурную и политическую битву между арийцами и евреями, необходимость «расового очищения» немецкого народа и немецкой экспансии на восток. По мнению Гитлера и других пангерманских мыслителей, Германия нуждается в дополнительном жизненном пространстве (Lebensraum), которое должным образом поддерживало бы «историческую судьбу» немецкого народа. Это ключевая идея, которую впоследствии он сделал центральной в своей внешней политике.
Гитлер писал также о своей ненависти к тому, что он считал «двойным мировым злом», а именно к коммунизму и иудаизму. Он заявил, что его целью является их искоренение в Германии, и подчеркнул свое намерение объединить всех немцев в процессе достижения этой «великой цели».
Многие историки утверждают, что сущность характера и политической философии Гитлера можно обнаружить именно в «Моей борьбе». Историк Джеймс Джолл заявил, что в этой книге содержатся «все убеждения Гитлера, большая часть его программы и большая часть его характера». По мнению Андреаса Хильгрубера, в книге изложена сама суть программы Гитлера. Одна из главных целей Гитлера заключалась в том, чтобы Германия стала «мировой державой» на геополитической арене, или, как он заявил, в противном случае «этой страны не будет вовсе». Биограф Иоахим Фест утверждал, что «Моя борьба» содержит «на удивление точный портрет автора». Однако, по мнению Райнера Цительманна, цель целиком охватить мышление Гитлера не может быть достигнута, если целиком или главным образом опираться лишь на текст «Моей борьбы». Несмотря на константы мышления Гитлера, необходимо учитывать, что его взгляды, как и у большинства политиков, с течением времени менялись во многих аспектах.

## Пангерманский национализм
Гитлер был пангерманским националистом, идеология которого строилась вокруг философски авторитарного, антимарксистского, антисемитского и антидемократического мировоззрения. Такие взгляды на мир в молодой Веймарской республике не были редкостью, многие считали парламентское правление неэффективным для решения проблем Германии. Ветераны Первой мировой войны и националисты-единомышленники создали Немецкую отечественную партию, которая пропагандировала экспансионизм, солдатское товарищество и героическое лидерство, и всё это под прикрытием народных традиций, таких как этнический и языковой национализм, основанных на вере в политическое спасение благодаря решительному лидерству. Во время отсутствия Гитлера на политической сцене Германии после неудавшегося «пивного путча» в ноябре 1923 года народнические партии пережили раскол. Когда он вышел из заключения, оказалась очевидной его важность для народнического движения. Он стал считать себя своего рода «мессией», способным «избавиться от ограничительного Версальского договора» и «восстановить могущество и мощь Германии», создав возрождённую немецкую нацию в качестве «избранного лидера» национал-социалистической партии.
В «Моей борьбе» Гитлер писал:

Всё то, что мы имеем теперь в смысле человеческой культуры, в смысле результатов искусства, науки и техники — всё это является почти исключительно продуктом творчества арийцев. Из этого, конечно, можно не без основания заключить, что и в прошлом именно арийцам принадлежала эта самая высокая роль, то есть что арийцы явились основоположниками человечества. Ариец является Прометеем человечества. Его ясная голова была одарена божьей искрой гения, ему дано было возжечь первые огоньки человеческого разума, ему первому удалось бросить яркий луч света в темную ночь загадок природы и показать человеку дорогу к культуре, научив его таинству господства над всеми остальными живыми существами на этой земле. Попробуйте устранить роль арийской расы на будущие времена, и, быть может, уже всего через несколько тысячелетий земля опять будет погружена во мрак, человеческая культура погибнет и мир опустеет.
Народнический национализм Гитлера включал в себя представление о том, что немецкий народ олицетворяют фермеры и крестьяне, люди, неиспорченные современными идеалами, главной отличительной чертой которых было их «весёлое раболепие» и способность следовать «монархическому призванию». Гитлер был, собственно говоря, их новым монархом.
Антисемитизм оставался ключевым компонентом народнического движения и постоянной подоплекой всех консервативных партий в истории Германии, через много лет достигнув кульминации в представлении о том, что евреи являются единственным препятствием на пути к идеальному обществу. В качестве нового националистического лидера Гитлер инициировал политику этнического национализма, сопровождавшуюся директивами по уничтожению евреев и других врагов, когда национал-социализм в конечном итоге стал религией движения, а «иррациональное стало конкретным» в соответствии с его «идеологической структурой».

## Социальный консерватизм
Во многих сферах жизни нацисты во главе с Гитлером пропагандировали социально-консервативные взгляды, подкреплённые жёсткой дисциплиной и милитаристским подходом.

### Сексуальность

#### Гомосексуальность
Консервативные взгляды нацистов на сексуальность выражались в крайней гомофобии, которая привела к систематическому преследованию гомосексуалов. Лично Гитлер считал гомосексуалов «врагами государства» и ставил их на одну доску с евреями и коммунистами. Для решения этого вопроса был создан специальный отдел гестапо.

#### Проституция
Проституцию Гитлер считал одним из грехов против крови и расы. Он связывал её с культурным упадком и распространением венерических заболеваний и выступал за устранение её идейных предпосылок, антиморальной культуры больших городов. Только после этого, как он считал, можно будет рассчитывать и на успех чисто медицинской борьбы за здоровье народа.

### Отношение к женщинам
Общее представление Гитлера о женщинах было крайне консервативным и патриархальным. По его мнению, их первоочередной задачей была домашняя работа как матери детей, которая с удовольствием работала дома, обеспечивая чистоту и порядок. Между тем, роль женщины заключалась в том, чтобы научить детей осознавать свою важность как арийцев и привить им приверженность своей этнической общности. Следовательно, Гитлер считал, что женщинам нет места в общественной или политической жизни из-за их отличия от мужчин по своей природе.

### Отношение к искусству
Гитлер, будучи в молодости художником-романтиком, имел консервативные представления об искусстве. В «Моей борьбе» он писал, что произведения «кубистов» и «дадаистов» являются «продуктами сумасшедшей фантазии», примерами «деградации и извращения вкуса», а немецкая сцена пришла в такой упадок, что «лучше бы народу совершенно перестать посещать этакий театр». Убежденный в необходимости показать немецкому народу, что представляет собой «дегенеративное искусство», Гитлер организовал в июле 1937 года передвижную выставку специально отобранных работ. По завершении выставки они были запрещены, а затем уничтожены или проданы за границу.

## Антидемократизм
Гитлер был ярым противником демократии и поставил своей целью упразднить эту форму правления. Историк Райнер Цительманн выделяет четыре направления его аргументации: критика «принципа большинства», критика «политики интересов», форма правления капитала, признак упадочничества и слабости.
Гитлер ассоциировал демократию с «провальным» Веймарским правительством и «карательным» Версальским договором. Демократия не только была противоположностью его социал-дарвинистским абстракциям, но и её интернационально-капиталистическая структура считалась концепцией исключительно еврейского происхождения. Гитлер также считал, что демократия — это не что иное, как предварительная стадия большевизма.
Осознавая, что приход к власти требует использования парламентской системы Веймарской республики, основанной на демократических принципах, Гитлер не собирался продолжать демократическое управление, когда оно окажется под его контролем. Он заявил, что «уничтожит демократию оружием демократии», и быстро преуспел в этом отношении. По большому счёту демократическое система управления не была принята ни немецкими массами, ни элитой. Неспособность Веймарской демократии оказать экономическую помощь народу во время Великой депрессии ещё больше укрепила в массах образ неэффективной системы правления. Гитлер предложил людям перспективу «нового и лучшего общества». Он воспользовался ситуацией в Германии в высшем выражении политического оппортунизма, когда установил в стране диктатуру, а затем попытался навязать миру себя и свою систему.

## Антикоммунизм
По мнению Гитлера, коммунизм являлся главным врагом Германии. На процессе по делу о его участии в пивном путче он заявил, что его единственной целью было помочь немецкому правительству в «борьбе с марксизмом». Марксизм, большевизм и коммунизм были для Гитлера взаимозаменяемыми терминами, о чём свидетельствует их использование в «Моей борьбе». Своё отношение к «еврейскому марксизму» он описывал следующим образом:
Еврейское учение марксизма отвергает аристократический принцип рождения и на место извечного превосходства силы и индивидуальности ставит численность массы и её мертвый вес. Марксизм отрицает в человеке ценность личности, он оспаривает значение народности и расы и отнимает таким образом у человечества предпосылки его существования и его культуры. Если бы марксизм стал основой всего мира, это означало бы конец всякой системы, какую до сих пор представлял себе ум человеческий. Для обитателей нашей  планеты это означало бы конец их существования.
Гитлер выступал за «уничтожение марксизма во всех его проявлениях и формах». По его мнению, марксизм был еврейской стратегией подчинения Германии и мира, и он рассматривал марксизм как «ментальную и политическую форму рабства». Русский большевизм представлял для него новую «попытку евреев достигнуть мирового господства».
В 1939 году Гитлер сказал швейцарскому комиссару Лиги Наций Карлу Якобу Буркхардту, что всё, что он предпринимал, было «направлено против России» и что «если те, кто на Западе, слишком глупы или слишком слепы, чтобы понять это, то я буду вынужден прийти к соглашению с русскими, чтобы победить Запад, а затем, после его поражения, обратиться всеми своими согласованными силами против Советского Союза». Когда Гитлер наконец отдал приказ о нападении на Советский Союз, это было выражением его конечной цели и, по его мнению, самой важной кампанией, поскольку она включала в себя борьбу «избранного арийского народа против еврейских большевиков».
Поскольку национал-социализм эксплуатировал успех идей социализма и коммунизма среди трудящихся, одновременно обещая уничтожить коммунизм и предложить ему альтернативу, антикоммунистическая программа Гитлера позволила промышленникам с традиционными консервативными взглядами (склонными к монархизму, аристократии и капитализму, свободному от государственного регулирования) выступить в его поддержку. Когда в интервью 1923 года Гитлера спросили, почему он называет себя национал-социалистом, тогда как его партия является «полной противоположностью того, что обычно приписывают социализму», он ответил: «Коммунизм — это не социализм. Марксизм — это не социализм. Марксисты украли этот термин и перепутали его значение. Я отниму социализм у социалистов».

## Антиславянизм и идея «жизненного пространства на Востоке»
Антиславянизм был центральным компонентом колониальной программы Адольфа Гитлера и составлял идеологическую основу нацистского вторжения в Советский Союз. Гитлер изначально рассматривал Советскую Россию как источник новых территорий:
Когда мы говорим о завоевании новых земель в Европе, мы, конечно, можем иметь в виду в первую очередь только Россию и те окраинные государства, которые ей подчинены. (...) Наша задача, наша миссия заключается прежде всего в том, чтобы убедить наш народ: наши будущие цели состоят не в повторении какого-либо эффективного похода Александра, а в том, чтобы открыть себе возможности прилежного труда на новых землях, которые завоюет немецкий меч.
Стремление Гитлера к расширению немецких территорий на восток («Drang nach Osten») в значительной степени было обусловлено его ненавистью и презрением к славянам.
Американский историк Родерик Штакельберг утверждал, что вторжение Гитлера в Советский Союз стало результатом «взаимного усиления идеологических, расовых и геополитических соображений», которые Гитлер ясно изложил в «Моей борьбе». Немецкий историк Андреас Хильгрубер разделял эту точку зрения, рассматривая политические взгляды Гитлера (которые определяли политику Германии на протяжении всего его правления) сквозь призму вторжения в Советский Союз. Он поместил их в контекст намерения Гитлера создать континентальный рейх, который включал уничтожение евреев. По мнению Хильгрубера, напав на Советский Союз, Гитлер преследовал следующие цели:
1. Полное искоренение всех форм «еврейско-большевистского» руководства, включая предполагаемые биологические корни, а именно миллионы евреев, живущих в Центральной и Восточной Европе.
2. Зовоевание жизненного или колониального пространства, необходимого для расселения немцев на лучших и наиболее пахотных территориях России или в тех частях России, которые, по мнению Гитлера, обеспечивали политические или стратегические преимущества.
3. Покорение и истребление славянского народа, который следовало разделить на четыре немецкие территории или «рейхскомиссариаты» под названием Остланд, Украина, Московия и Кавказ, каждый из которых должен был подчиняться немецким «наместникам». Одной из основных целей немецкого руководства в этих рейхскомиссариатах было бы уничтожение любого подобия или напоминания о российской государственности и приведение этих подчиненных «государств» в соответствие с немецким господством.
4. Результатом должна была стать огромная, способная преодолеть любую возможную блокаду союзников автаркия в континентальной Европе под сюзеренитетом Германии, для которой завоёванные восточные территории могли бы представлять теоретически неисчерпаемый источник сырья и продовольствия, необходимых для любой затяжной войны против союзных держав. Создание этого «Германского рейха германской нации» также включало в себя планирование пропитания своих солдат за счёт русской земли, хотя это означало, что «многие десятки миллионов человек на этой территории станут лишними и умрут», как предусматривала директива Экономического штаба «Ост» от 23 мая 1941 года.
27 ноября 1941 года в ходе встречи в Берлине с вице-премьером правительства Румынии Михаем Антонеску Гитлер прямо заявил: «Моя миссия, если я добьюсь успеха, заключается в том, чтобы уничтожить славянство».

## Антисемитизм и Холокост
Среди исследователей периода национал-социализма роль Гитлера и его отношение к режиму и Холокосту были источником замешательства и ожесточённых историографических дебатов. Биограф Ян Кершоу писал, что для историков Гитлер был «недосягаем» и «окутан молчанием источников». Кершоу имел в виду отсутствие каких-либо чётких политических директив, сопровождавшихся подписанным Гитлером разрешением (исходными документами) относительно зверств, совершённых его подчиненными. Учитывая многочисленные косвенные доказательства в речах Гитлера, его текстах в «Моей борьбе», протоколах административных совещаний, сделанных подчиненными, и воспоминаниях тех, кто находился в его ближайшем окружении или рядом с ним, кажется, что его политические намерения были направлены на безжалостное преследование евреев, славян и других «врагов» национал-социалистического государства, независимо от того, насколько постепенно на самом деле развивался этот процесс. Между двумя основными направлениями возникли споры о роли Гитлера в национал-социалистической политике и Холокосте. Одна школа определяется как интенционализм и представлена учёными, которые утверждают, что практически вся национал-социалистическая политика (включая уничтожение евреев) была результатом желаний Гитлера; тогда как другая школа, представленная структурными функционалистами, состоит из учёных, которые связывают усиление политики преследования борьбой за власть внутри национал-социалистического правительства, когда его приспешники пытались «интерпретировать» желания своего хозяина, часто действуя автономно.
В любом случае, антисемитизм всегда составлял один из наиболее важных аспектов политических взглядов Гитлера. Историк Петер Лонгерих пишет: «Не может быть сомнения, что поведение Гитлера на протяжении всей его политической карьеры… характеризовалось радикальным антисемитизмом». Соответственно, германская культурная и расовая чистота оставалась первостепенной в его понимании мира, после того как он однажды заявил: «Величайшей опасностью является и остается для нас чужеродный расовый яд в нашем организме. Все остальные опасности преходящи».
16 сентября 1919 года Гитлер написал своё первое антисемитское письмо Адольфу Гемлиху, в котором заявил, что евреи являются расой, а не религиозной группой, и что целью правительства «непоколебимо должно быть полное уничтожение евреев». В «Моей борьбе» Гитлер грубо называл евреев «паразитами» или «вредными насекомыми». Он писал: «борясь за уничтожение еврейства, я борюсь за дело божие». В последней главе второго тома «Моей борьбы» он сделал пугающе пророческое заявление:

Если бы в начале или в ходе войны хоть раз 12—15 тысяч этих евреев, развратителей народов, подвергли воздействию ядовитых газов, от которых сотни тысяч наших лучших немецких тружеников разного происхождения и разных профессий пострадали на фронте, жертва миллионов людей не была бы напрасной.
Довод о том, что у Гитлера были явные элиминистские намерения в отношении евреев, подчеркивается «пророческой» цитатой из речи на заседании рейхстага 30 января 1939 года:

Сегодня я снова хочу выступить в роли пророка. Если международному финансовому еврейству в Европе и за его пределами ещё раз удастся ввергнуть народы в мировую войну, то результатом будет не большевизация земли и тем самым победа еврейства, а уничтожение еврейской расы в Европе.
Немецкий историк Клаус Хильдебранд настаивал на том, что моральная ответственность Гитлера за Холокост была кульминацией его патологической ненависти к евреям, а его идеология «расовых догм» легла в основу нацистского геноцида. Историк Дэвид Уэлч утверждает, что даже если Гитлер никогда не отдавал прямого приказа о реализации «окончательного решения», это не более чем «отвлекающий манёвр», поскольку здесь не учитывается его «стиль руководства», когда простых устных заявлений Гитлера было достаточно, чтобы приступить к инициативе «снизу». Те, кто «работал на благо фюрера», часто реализовывали «его тоталитарное видение без письменного разрешения». На протяжении всей своей работы «Гитлер и окончательное решение» историк Джеральд Флеминг демонстрирует, что Генрих Гиммлер неоднократно ссылался на приказ фюрера об уничтожении евреев, давая совершенно ясно понять, что Гитлер, по крайней мере, устно отдал приказ по этому вопросу. В своих дневниковых записях министр пропаганды Йозеф Геббельс намекает на то, что Гитлер был движущей силой нацистского геноцида, что он внимательно следил за этой темой. Геббельс даже назвал Гитлера «бескомпромиссным» в вопросе уничтожения евреев. Принимая во внимание только масштабы логистических операций, которые включал в себя Холокост в разгар войны, крайне маловероятно, если вообще возможно, что истребление такого количества людей и координация столь масштабных усилий могли произойти без разрешения Гитлера. Как отмечает Уэлч, если Гиммлер был «архитектором геноцида», то он был всего лишь «инструментом воли Гитлера».